# Денационализация в Латвии
Денационализация в Латвии — процесс возвращения национализированной в Латвийской ССР недвижимой собственности бывшим владельцам и их признанным законным наследникам, осуществлённый в восстановившей независимость Латвийской Республике в 1990-е годы.
Денационализация также прошла в Эстонии, Литве и ряде постсоциалистических стран Центральной Европы. Также денационализацию называют реституцией, соотнося это понятие со статьей Римского права, предусматривавшей возвращение имущества предыдущему владельцу, если суд признает сделку между истцом и ответчиком недействительной. В отличие от «римской» реституции, массовая («ускоренная») денационализация в 1991—1996 годах производилась на основании принятых государством законов, а не судебных решений. Судебная процедура стала применяться только с 1997 года.
При этом в большей или меньшей степени пострадали интересы людей, не являвшихся сторонами спора, — например, при возвращении недвижимого имущества бывшим владельцам в Латвии потеряли права на жилье около 220 тысяч человек, проживавших в денационализированных домах. Это коснулось жителей Риги, Юрмалы и Цесиса. В столице Латвии денационализация затронула каждую пятую семью.

## Законодательство
Одним из авторов законопроектов «О денационализации домовладений в Латвийской Республике», «О возврате собственности религиозным организациям», «О земельной реформе в городах Латвийской Республики» был депутат (1990—1993) Верховного Совета Латвии, адвокат Андрис Грутупс. При их обсуждении была принята версия, которая не предусматривала кредитных обязательств собственников на июль 1940 года, хотя львиная доля недвижимости была заложена в банках и принадлежала собственникам только номинально.
Кроме того, законопроекты допускали денационализацию собственности, на которой имелись обременения, — например, бывших пустырей на окраинах городов, особенно Риги, которые превратились в жилые микрорайоны с многоэтажными домами, жителям которых из-за этого была навязана принудительная аренда земли.

### «О денационализации домовладений в Латвийской Республике»
Закон был принят Верховным Советом 30 октября 1991 года 80 голосами депутатов из 201. 78 депутатов на голосовании отсутствовали, 14 из присутствовавших проголосовали против.

### «О земельной реформе в городах Латвийской Республики»
Закон был принят Верховным Советом 20 ноября 1991 года. Его целью было провозглашено преобразование отношений собственности на землю «в ходе постепенной денационализации, конверсии, приватизации государственной собственности и возврата незаконно отчужденной земельной собственности правовых, социальных и экономических отношений собственности на землю и землепользования в городах для содействия созданию соответствующей интересам общества застройки города, охране и рациональному использованию земли».
Установил понятие земельной реформы — планомерного процесса перестройки отношений собственности на землю и землепользования, в ходе которого создается земельный кадастр для учёта данных о естественном, хозяйственном и правовом состоянии земли и её примерной стоимости,
Земельная книга — регистр собственников земли и землепользователей, выдающий им документы земельного кадастра о праве собственности.
Отдельно было оговорено понятие «бывший собственник земли» — физическое или юридическое лицо, которому принадлежала земельная собственность в Латвийской Республике на 21 июля 1940 года, и «компенсация» — гарантированное государством и самоуправлением возмещение в деньгах или ценных бумагах за землю, которую по объективным причинам невозможно возвратить бывшему собственнику.
Для реализации реформы в городах Латвии были созданы Земельные комиссии. Бывшим собственникам надлежало заявить о своих правах на землю и представить подтверждающие документы до 20 июня 1992 года.

## Игнорирование прежних обязательств
На момент принятия законов о денационализации было известно, что около 80 % домовладений в 1930-1940-е годы были заложены в Латвийском ипотечном банке (Latvijas Hipoteku banka), Государственном земельном банке (Valsts zemes banka) и Рижском ипотечном обществе (Rīgas Hipoteku biedrība), о чём имелись соответствующие записи в Земельной книге, а также отметки о залоге в документах купли-продажи. Под эти залоги банки выпустили государственные ценные бумаги — закладные листы («ķīlu zīmes») на общую сумму 332,1 млн латов. Эти ценные бумаги продавались, и вырученные деньги снова использовались для выдачи кредитов под залог недвижимости, что стало самым распространённым видом государственного займа того времени (96 % выданных займов в Государственном Земельном банке на 1 января 1940 года).
Советская власть национализировала недвижимость, которая была заложена в банках и отягощена. Когда руководство рейхскомиссариата «Остланд» приняло решение о возврате имущества бывшим владельцам в 1943 году, оно учло и все залоговые требования, предложив заплатить долги новым хозяевам — нацистской Германии, Банку Германии. Поскольку в 1940 году лат приравняли к рублю, а в 1941 году 10 советских рублей приравняли к одной рейхсмарке, владельцы возвращенной недвижимости смогли без проблем погасить свои обязательства. Немцы поняли, что взяли слишком мало, и в 1944 году заставили домовладельцев ещё раз заплатить крупный разовый налог своему государству.
По сценарию денационализации 1990-х годов сделанную Банку Германии оплату сочли погашением обязательств перед Латвией без учёта конкретных обстоятельств каждого владельца и вернули наследникам имущество без учёта ипотечных обязательств.

## Реализация реформ
За первые 10 лет работы комиссии по денационализации получили 22 153 заявления от бывших домовладельцев и их наследников. В 60 % случаев имущество вернули (12795 владельцам), в 10 % были выплачены компенсации специально выпущенными компенсационными сертификатами или предоставлена равноценная недвижимость, в 30 % в требованиях бывших владельцев было отказано. Надо сказать, что деятельность комиссий по денационализации изобиловала злоупотреблениями: требования к документам предъявлялись весьма лояльные, принимались даже устные свидетельские показания, а при отсутствии наследников первой ступени права на имущество могли предъявить даже дальние родственники.

## Социальные последствия

### Лишение права на жильё
В денационализированных жилых домах проживало 220 тысяч человек (около 10 % жителей Латвии). Они не только были лишены права на приватизацию своего жилья, но и подверглись риску выселения без предоставления другого жилого помещения. Переходный период, когда этого нельзя было сделать без решения суда, был установлен законом «О найме жилых помещений» сначала на 7 лет, затем продлевался до декабря 2006 года. Однако суды не отказывали домовладельцам в реализации их требований: до апреля 2009 года таким образом лишились крова 38 313 семей, или 115 тысяч жителей городов.
Только в 2004 году была разработана программа помощи социально не обеспеченным жильцам денационализированных домов, предусматривавшая выплату пособия «по освобождению жилья». Ею воспользовались 3 % от всех затронутых денационализацией: 2406 семей.
До 2006 года в денационализированном жилом фонде действовали ограничения на размер арендной платы. Они были отменены Конституционным судом.
В 2004 и 2007 гг. внимание на проблемы, связанные с денационализацией, обратил Комиссар Совета Европы по правам человека Альваро Хиль-Роблес в своих докладе о визите в Латвию и меморандуме для правительства Латвии. Он указал, что власти переложили вину за национализацию 1940 года на людей, которые в ней были совсем не виноваты, — нанимателей квартир в денационализированных домах, не предложив им ни компенсаций, ни возможности переехать в социальное жильё.
Рижская дума в коалиции социал-демократов и ЗаПЧЕЛ под руководством мэра Гундарса Боярса приняла свою программу помощи жильцам денационализированных домов, которым выплачивалось для приобретения квартиры или права аренды, или первого взноса по ипотеке 5000 латов на семью и по 1500 латов на каждого члена семьи. В 2006 году размер пособия был увеличен вдвое, однако цены недвижимости в это время так выросли, что даже за 10 000 латов на семью и по 3000 латов на каждого её члена купить жилье в Риге было невозможно.
Выплата пособий «по освобождению жилья» была остановлена в 2009 году из-за кризиса и так и не была возобновлена после его окончания. За время действия программы латвийцы получили пособий на сумму 17 381 481 евро.

### Разделённая собственность
Ещё одна проблема, порождённая денационализацией — так называемая разделённая собственность: на многих земельных участках, возвращённых бывшим владельцам, за прошедшее время были построены многоквартирные дома, жители которых оказались вынуждены платить арендную плату владельцам земли. В Латвии в раздельной собственности находятся 3677 многоквартирных домов, в которых около 111 тыс. квартир. Дома находятся на земельных участках, принадлежащих 7354 другим лицам. Депутат Сейма Валерий Агешин считает проблему разделённой собственности юридическим браком, потому что Верховному Совету Латвийской Республики в 1991 году следовало принять относительно такого имущества компенсационный порядок, а не возвращать владельцам отягощённое имущество, создавая проблемы в его использовании и для них самих, и для жителей построенных на их участках многоквартирных домов.
Одним из решений проблемы был законопроект 2016 года «О прекращении отношений принудительной аренды», первая статья которого предусматривала выкуп земли за 118 % от кадастровой стоимости. Выкуп земли у владельцев фактически требует новых финансовых затрат от владельцев приватизированных квартир. Это решение имеет и тот недостаток, что за выкуп земли под домом должна будет проголосовать половина всех собственников, а обойдётся выкуп, по расчётам Министерства юстиции Латвии, в 14 млн евро. Тем не менее, после первого чтения рассмотрение этого законопроекта остановилось, а владельцы земли стали предлагать собственникам квартир выкупить землю добровольно, по кадастровой цене. На деле такой выкуп оказался дорогостоящим и малоэффективным.
В поправках к законам «О приватизации государственных и муниципальных жилых домов» и «О земельной реформе в городах Латвийской Республики» от 1 июня 2017 года Сейм также наложил ограничения на размер арендной платы собственникам за землю под многоквартирными домами: к 2020 году она должна была снизиться с 6 % от кадастровой стоимости в год до 3 %. Однако по иску семи физических лиц Конституционный суд Латвии возбудил шесть дел о несоответствии этой нормы Конституции. Истцы указали на несоразмерное ограничение их прав получать доход от собственности. Суд согласился с аргументами истцов и с 1 мая 2019 года отменил принятые Сеймом ограничения на размер арендной платы за разделённую собственность, предложив законодателям поискать другие решения по платежам принудительной аренды, гарантирующие справедливое отношение к владельцам и земли, и приватизированных квартир.